# Makeur Siau
En la mitología talamanqueña, Makeur Siau es el nombre del personaje que es madre de Namaitamí y abuela de la niña tierra; entre los bribris, es llamada Namasia. Le narra múltiples historias y leyendas a la niña tierra, también le canta melodiosas canciones para explicarle el cuidado que deben tener las niñas y los niños ante la presencia de otros seres humanos. Le dice a la niña tierra que Dukur Bulú es enemigo de ellas porque se nutre de su sangre mientras duermen. Le dice a la niña que tenga cuidado de los desconocidos y que grite y llore duro si ve a alguno. Namaitamí  le encuentra medio muerta y con pérdida del habla cuando Sibö se roba a la niña tierra a causa de los fuertes sonidos de la destrucción.